# Bernard Chochoy
Bernard Chochoy, né le 14 août 1908 à Nielles-lès-Bléquin (Pas-de-Calais) et décédé le 23 avril 1981 à Versailles (Yvelines), est un homme politique français.

## Biographie
Bernard Jules Robert Chochoy nait le 14 août 1908 à Nielles-lès-Bléquin. Il est le fils de Jules Chochoy, meunier, et de Marie Bernard.
Il passe son enfance à Wavrans-sur-l'Aa, et fait de bonnes études secondaires.
Fils d'ouvrier, il est instituteur à Sallaumines quand il s'engage dès 1926, dans l'action militante, au sein des jeunesses socialistes, dont il est secrétaire de la fédération départementale du Pas-de-Calais de 1933 à 1935. Sous l'impulsion d'André Pantigny, il fait partie des militants qui vont rénover la fédération en ce début des années 1930.
En 1934, il est désigné secrétaire national des jeunesses socialistes. Il participe au renouveau de la vieille fédération socialiste du Pas-de-Calais à la veille du Front populaire.
Personnalité montante du mouvement socialiste, il est, pendant le gouvernement Léon Blum, chef adjoint du cabinet du Président du Conseil. Il est ensuite chef de cabinet de Paul Faure lorsque celui-ci est nommé ministre d'État (1937-1938). Chochoy se rapproche alors de la ligne ultra-pacifiste du secrétaire général de la SFIO.
De 1938 à 1940, il est membre de la commission administrative permanente de la SFIO. Il donne de nombreuses conférences publique, écrit régulièrement dans le journal socialiste Le Populaire.
En octobre 1937, il commence sa carrière électorale, élu conseiller général du Pas-de-Calais, dans le canton de Lumbres, mandat qu'il détient jusqu'à sa retraite politique en 1979. Il va faire du canton et de la ville de Lumbres son fief. Il s'affirme rapidement au sein des débats de l'assemblée départementale. Il réside cependant à partir de 1938 à Paris, à la suite de sa nomination dans une école du XVIIIe arrondissement.
Mobilisé en 1939, il est affecté dans une unité combattante. Il est fait prisonnier en juin 1940 mais parvient à s'évader. Il rejoint alors Paris et reprend ses activités d'enseignement, une note de police précise qu'il « n'a plus attiré l'attention ». Néanmoins, il est convoqué à la Kommandatur de l'État-major de Paris et interrogé sur son action politique passée.
Particulièrement discret pendant l'Occupation, sans verser dans la collaboration, mais sans exprimer de défiance vis-à-vis du régime de Vichy, il est exclu de la SFIO à la Libération, tant au niveau national qu'à l'échelon départemental. La commission exécutive fédérale du Pas-de-Calais utilise les termes suivants « Il n'y a pas de place chez nous pour les arrivistes et les attentistes». Toutefois, il demeure très populaire dans son canton et va rapidement se révéler comme « incontournable », dans une région où l'implantation socialiste restait encore faible.
Réélu conseiller général, comme « socialiste indépendant », en 1945, sénateur en 1946, il le restera jusqu'en 1967, puis le redevient en 1974 jusqu'à son décès, après un bref mandat de député entre 1967-1968, maire de Lumbres en 1947, régulièrement réélu jusqu'à sa mort, il est réintégré dans le parti : la fédération du Pas-de-Calais peut difficilement se passer d'un notable aussi populaire.
Bernard Chochoy joue un grand rôle dans le développement de Lumbres : il mène une politique ambitieuse de logements, dote la ville d'équipements collectifs, en particulier sur le plan scolaire et de locaux destinés au sport, tout en menant une action sociale soutenue d'aide aux associations, d'attention aux personnes âgées, etc. La réussite de cette action se marque par une forte croissance démographique de la commune entre 1945 et 1982. Il est également membre de l'Association des maires de France dès 1947, ou encore président de l'Office public d'HLM du Pas-de-Calais pendant treize ans.
Parlementaire, il se montre très actif, en particulier sous la IVe République : pendant dix ans, il va être président de la commission sénatoriale de la reconstruction et des dommages de guerre, sujet particulièrement sensible dans son Pas-de-Calais d'origine.
En 1951, il devient président de l'office public des HLM du Pas-de-Calais, et le reste jusqu'en 1964.
Nommé secrétaire d’État à la Reconstruction et au Logement dans le gouvernement Guy Mollet, dont il est l'ami, en 1956, il est secrétaire d’État à l’Industrie et au Commerce dans le gouvernement suivant.
Son passage au gouvernement se marque par la loi , dite « loi Chochoy » en faveur du mouvement social.
Président du conseil général du Pas-de-Calais en 1966 jusqu'en 1978, ses mandats successifs se caractérisent de nouveau par une politique sociale active : modernisation des établissements de santé, fondation d'instituts médico-pédagogiques, équipement des zones rurales, défense de l'agriculture, raccordement au réseau d'eau potable, accélération de l'électrification, amélioration du réseau routier.
Tant dans sa ville qu'au conseil général, il utilise ses relations et amitiés parlementaires et ministérielles tout en ayant des liens privilégiés avec le patronat local.
Il est élu député en 1967, mais perd son mandat en 1968. Il retrouve cependant le Palais du Luxembourg lors des sénatoriales suivantes, en 1974.
Malade, il doit ralentir son activité et renonce à la présidence du département en 1978, puis meurt en avril 1981.
Ses obsèques sont suivies par une foule immense, résultat d'une politique parfois clientéliste, mais aussi reconnaissance envers un réel investissement personnel pour sa région, débouchant sur une affection certaine dépassant les affinités politiques ou idéologiques.

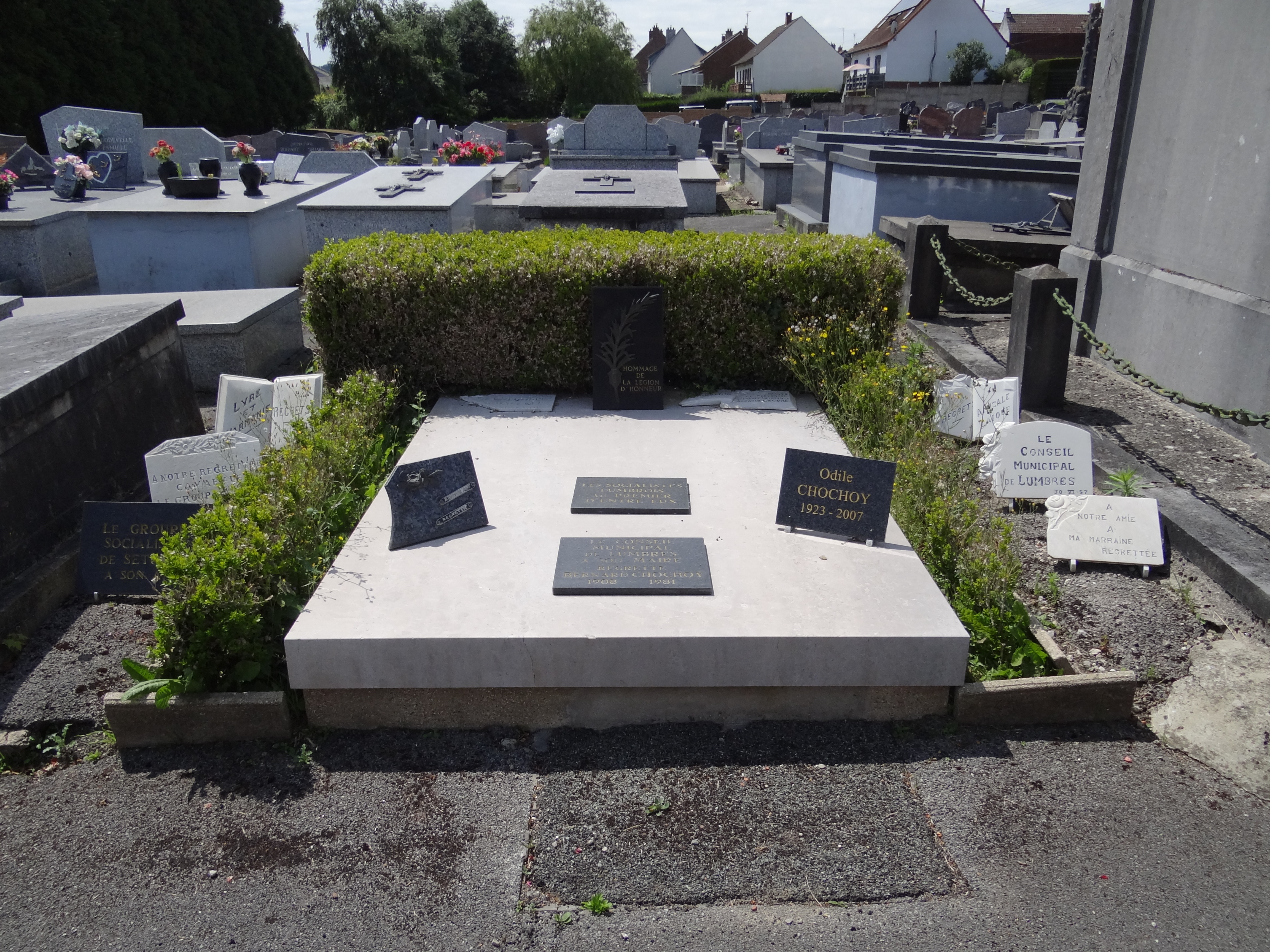
La tombe de Bernard Chochoy au cimetière de Lumbres (Pas-de-Calais).

Il épousz en premières noces Apolline Poulain dont il a une fille et se marie le 27 mars 1958, à Paris XIVe avec Odile Béraud-Reynaud.
Finalement, Bernard Chochoy est un représentant typique du notable socialiste, se voulant gestionnaire efficace soucieux du développement économique mais conçu comme devant profiter au plus grand nombre. Il joue un rôle important dans l'implantation du parti socialiste en milieu rural tout en cherchant à donner à la gauche une image nouvelle, renouvelée, adaptée aux nouvelles conditions de la société.

## Détail des fonctions et des mandats
Fonctions ministérielles
- 31 janvier 1956 - 30 septembre 1957 : Secrétaire d'État à l'Industrie puis à la Reconstruction et au Logement

Mandats nationaux
- 8 décembre 1946 - 1958 : conseiller de la République
- 26 avril 1959 - 3 avril 1967 : sénateur du Pas-de-Calais
- 3 avril 1967 - 30 mai 1968 : député de la 8e circonscription du Pas-de-Calais
- 22 septembre 1974 - 23 avril 1981 : sénateur du Pas-de-Calais

Mandats locaux
- 1937 - 1940 : conseiller général du canton de Lumbres
- 1945 - 1979 : conseiller général du canton de Lumbres, démissionne en 1979[3].
- octobre 1947 - mars 1981 : maire de Lumbres
- 1966 - 31 décembre 1978 : président du conseil général du Pas-de-Calais
- 1974- 1977 : premier vice-président du conseil régional du Nord-Pas-de-Calais[4].